# قفزة إلى العظمة
قفزة إلى العظمة (بالإنجليزية: Air)‏ فيلم سيرة ذاتية درامي أمريكي من إخراج بن أفليك وتأليف أليكس كونفيري، ومن بطولة مات ديمون وأفليك، إلى جانب جيسون بيتمان، وكريس ميسينا، ومارلون ويانز، وكريس تاكر، وفيولا ديفيس.
من المقرر إطلاق الفيلم في الولايات المتحدة في 5 أبريل 2023م من قِبل استوديوهات أمازون.

## لمحة
يعمل بائع الأحذية في نايكي "سوني فاكارو" على اقناع المبتدئ مايكل جوردان على صفقة لارتداء أحذيتهم.

## الممثلين
- مات ديمون في دور سوني فاكارو.
- بن أفليك في دور فيل نايت.
- جايسون بيتمان في دور روب ستراسر.
- كريس ميسينا في دور ديفيد فالك.
- مارلون وايانز في دور جورج رافلينج.
- كريس تاكر في دور هوارد وايت.
- فيولا ديفيس في دور ديلوريس جوردان.
- ماثيو ماهر في دور بيتر مور.
- توم بابا في دور ستو إنمان.
- جوليوس تينون في دور جيمس ر.
- جويل جريتش في دور جون أونيل.
- غوستاف سكارسجارد في دور هورست داسلر.
- باربرا سوكوا في دور كاثي داسلر.
- جيسيكا جرين في دور كاترينا ساينز.
- دان بوكاتينسكي في دور ريتشارد.

## الإنتاج
كتب أليكس كونفيري السيناريو في عام 2021م، وظهر في القائمة السوداء لذلك العام تحت عنوان "آير جوردن". أفيد في أبريل 2022م أنه تم اختيار السيناريو في استديوهات أمازون، مع بين أفليك ومات ديمون كأبطال للفيلم، بينما يخرجه أفليك.
بدأ التصوير في لوس أنجلوس في 6 يونيو 2022م، مع جيسون بيتمان، وفيولا ديفيس، وكريس تاكر، ومارلون وايانز، وكريس ميسينا من بين العديد من الممثلين الذين انضموا لاحقاً لفريق التمثيل. عمل روبرت ريتشاردسون كمصور سينمائي، مستخدمًا كاميرا "آري أليكسا 35" للتصوير؛  وختم تصوير مشاهده في الفيلم في يوليو 2022م. في الشهر نفسه تم الإعلان عن جويل جريتش وغوستاف سكارسجارد وجيسيكا جرين ليكونوا من بين الممثلين. ومع ذلك، لم يتم تصوير شخصية مايكل جوردان في الفيلم.

## الإطلاق
من المقرر إطلاق الفيلم على نطاق واسع في الولايات المتحدة في 5 أبريل 2023م، وهو أول عرض تقدمه أمازون منذ فيلم "وقت متأخر من الليل" لعام 2019م من إنتاج وارنر بروس.
شركة متروغولدوين ماير المملوكة لشركة أمازون ستتناول الشق المتعلق بالإصدار المسرحي الدولي للفيلم، من خلال صفقة التوزيع، كما ستمنح أمازون الفيلم نافذة مسرحية أطول قبل أن يصل إلى منصة أمازون برايم فيديوعلى مستوى العالم مقارنة بالإصدارات المسرحية المحدودة السابقة.
أنفقت أمازون ما يقارب 7 ملايين دولار على إعلان يُبث خلال بطولة سوبر بول 57.